# Феццан

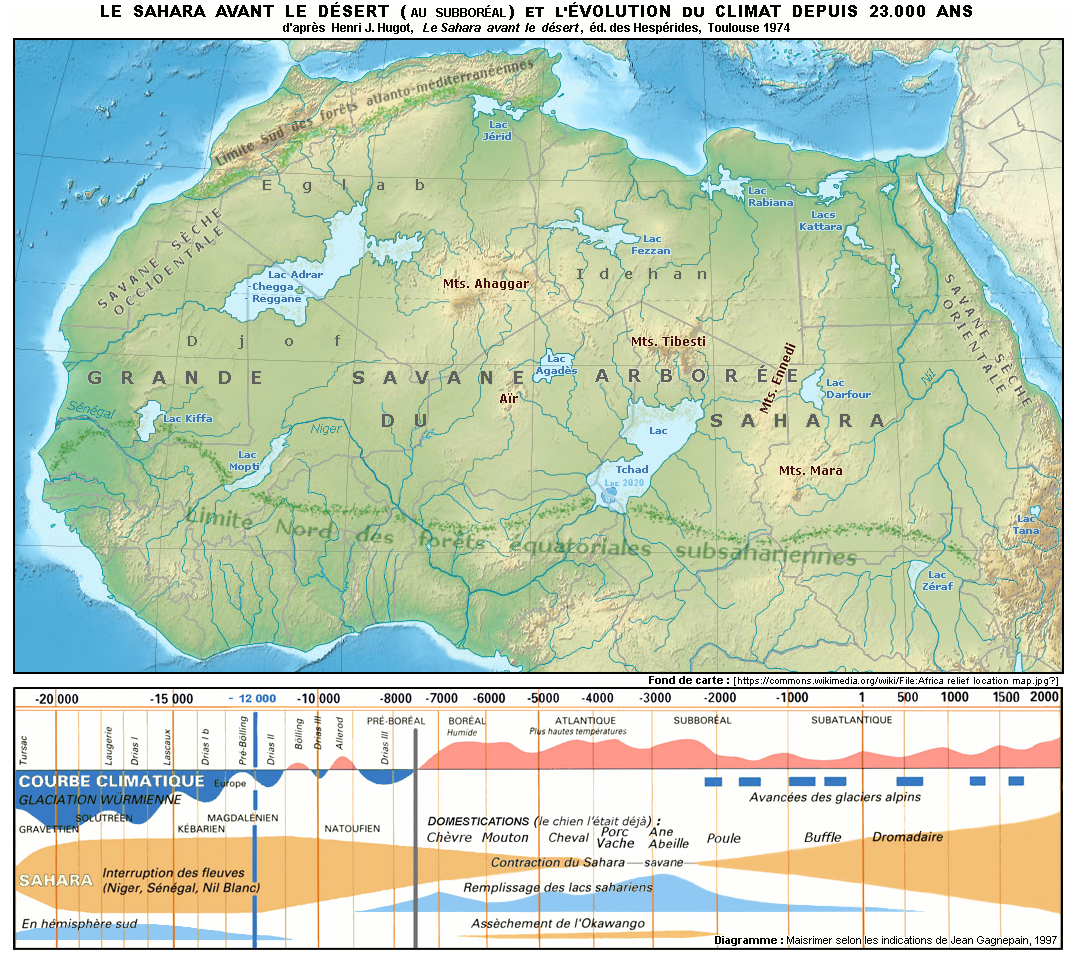
Озеро Феццан в суббореале (до опустынивания Сахары) и эволюция климата за 23 000 лет

Фецца́н (араб. فزان‎, Фазан; лат. Phazania) — историческая область в Северной Африке. Располагалась южнее Триполитании, граница начиналась примерно в 400–500 км от побережья заливов Малого Сирта (совр. Габес) и Большого Сирта (совр. Сидра). Феццан представлял собой область оазисов в пустыне, тянущихся широкой полосой (до 500 км в ширину) на 600 км. В период античности здесь находились области Фазания и Гарамантида (иногда ошибочно отождествляемые).
Сейчас местоположение Феццана соответствует юго-западу территории современного государства Ливия.
Период употребления топонима — c VII века по наши дни.
Примерная площадь — 550 000 км².

## Этимология названия
Распространённое в русскоязычной литературе название «Феццан», возникло, вероятно, в результате прочтения «z» в итальянской транслитерации как [ts], переданного русским «ц», таким образом, более правильное — «Феззан», что согласуется с арабской транслитерацией этого слова.
Итальянцы и турки, владевшие Феццаном, переняли его название от арабов, которые, в свою очередь, могли перенять его от завоёванного ими в VII в. местного населения, называвшего свою страну именем, возможно восходящим к античной традиции (область Фазания, племя фазаниев/гамфазантов).
На сегодняшний день древняя история региона мало изучена и происхождение арабского «Феццан» от античного «Фазания» не подтверждено, этимология названия могла идти совсем другими путями.

## История
- более раннюю историю региона см. историческая область Фазания.
- VII век — территория завоёвана арабами.
- XIII—XIV века — южный Феццан был частью империи Канем.
- XVI век — приморские Триполитания (в 1551 году[6]) и Киренаика (в 1521 году) вошли в состав африканских владений Османской империи, турки начинают давление на северную часть Феццана. Постепенно, в течение 30 лет[7], Османская империя овладевает его территорией.
- 1838—1842 — крупное антитурецкое восстание[7]

### XX век
- 1911—1912 — Итало-турецкая война, вместе с остальной Ливией Феццан был оккупирован Италией, хотя до прихода к власти фашистского режима в 1923 году Италия слабо контролировала территорию. Продвижение Италии вглубь Сахары встретило сопротивление берберов и арабов, принадлежащих к суфийскому ордену Сенусийя.
- 15 октября 1912 — 29 июня 1943 — в составе Италии (Итальянских колоний).
- 1930 — итальянские войска смогли овладеть Феццаном[7].
- 1939 — под властью одного итальянского генерал-губернатора, вместе с Киренаикой и Триполитанией получили название — Ливия[8].
- 1943 — во время Второй мировой войны французская армия заняла Марзук и установила контроль над Феццаном.
- 16 января 1943 — начало работы французской администрации в столице Феццана городе Сабха, но фактически французы управляла регионом через знатное семейство Сайф Насра.
- 29 января 1943 — 24 декабря 1951 — в составе Франции
- 24 декабря 1951 — 1 сентября 1969 — Феццан в составе Ливийского Королевства.
- 1956 — окончательный вывод французских войск[7].
- 1 сентября 1969 — 2 марта 1977 — в составе Ливийской Арабской Республики.
- со 2 марта 1977 — в составе Великой Социалистической Народной Ливийской Арабской Джамахирии.
- с февраля 2013 — в составе Государства Ливия

## География и природные условия

### Современная локация
Феццан находился на юго-западе территории соответствующей современному государству Ливия (муниципалитеты (шабия) Гат, Гадамес, Сабха, Вади-эль-Хаят, Вади-эш-Шати и частично Эль-Джуфра, Марзук, Мизда).
В некоторых источниках местоположение по муниципалитетам может не совпадать в связи с частым изменением административного деления Ливии и различной локализацией её районов (например Гадамес на некоторых картах выделялся в соседнюю Триполитанию).

### Климат
Климат Феццана формируется под воздействием северо-восточного пассата, господствующего над большей частью Сахары в течение всего года и является типичным пустынным климатом (тропический сухой климат), для которого характерны летняя жара и зимний холод, а также большая разница между ночной и дневной температурами. Средние температуры самого холодного месяца (январь) +13 °C, самого тёплого (июль) +37,2 °C. Поверхность земли может прогреваться до +70-80 °C.
Здесь почти не бывает дождей, редкие случаи выпадения осадков зимой позволяют вади наполняться водой, дождевые облака приходят с севера, реже дожди приносят экваториальные облака. В основном же осадков нет круглый год (а бывает и несколько лет) и население использует для своих нужд подземные воды. Относительная влажность 30—50 %, потенциальное испарение 2500—6000 мм, средние годовые суммы осадков менее 50 мм (в горных массивах обычно менее 100 мм). Характерны обильные утренние росы (конденсация благодаря низким ночным температурам), способствующие образованию поверхностных пылеватых кор.
Часты многодневные пылевые (песчаные) бури, продолжительные (гибли) и шквальные (самум) ветра со скорость от 3—5 до 50 м/сек.
Происходящий с глубокой древности процесс опустынивания Сахары, последние 2 тыс. лет относительно стабилизировался и является медленно текущим, постепенно ухудшая и без того суровые условия для проживания людей.

## Население
На севере Феццан пересекает долина вади Эш-Шати, на западе — Ираван. Оседлое население Феццана сосредоточено в этих двух долинах, а также в отрогах нагорья Тибести, заходящих в Ливию из Чада, и в отдельных оазисах посреди пустыни. Остаток территории покрывают песчаные дюны (системы дюн известны как эрг). Кочевое население Феццана состоит из туарегов на юго-западе и тубу на юго-востоке; кочевники легко пересекают границы с Чадом, Алжиром и Нигером. На севере региона проживают оседлые арабы, берберы, туареги и тубу. Феццан занимает около 30 % территории Ливии, но в нём проживает лишь малая часть населения страны. Большие города, такие как Сабха, используют артезианскую воду, которой достаточно для их существования.

## Административное деление
Феццан был провинцией («мухафаза» или «вилайет») в Османской империи, Итальянских владениях в Ливии и в государстве Ливия, один из трёх, наряду с Триполитанией и Киренаикой.
- 1963 — Феццан упразднён как административная единица и разделён на 2 мухафазы — Убари и Сабха[7].
- 1983—1987 — система административного деления изменилась в пользу ещё более мелкого деления — на районы «baladiyah» (en:baladiyah).
- 1995 — реорганизован в систему так называемых районов «sha’biyah» (en:shabiyah).
- позже раздроблен на ещё более мелкие shabiyah.

Бывшая столица провинции и её крупнейший город — Сабха.
Сейчас топоним Феццан употребляется практически только в историческом контексте.